# Dichiarazione d'indipendenza nord epirota

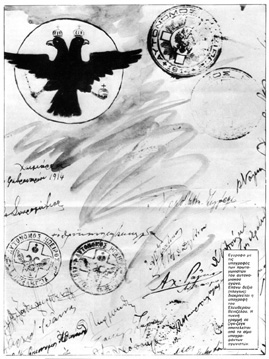
Parte del documento della Dichiarazione d'indipendenza nord epirota

La Dichiarazione d'indipendenza nord epirota venne firmata il 28 febbraio 1914 ad Argirocastro, contro la decisione di incorporare l'Epiro del Nord al da poco costituito Principato d'Albania.
Durante le fasi successive delle Guerre balcaniche, parte della moderna Albania conosciuta allora come "Nord Epiro" dai greci, si trovava sotto il controllo dell'esercito greco. Ad ogni modo il protocollo di Firenze del 1913 l'aveva assegnato allo Stato albanese, decisione che era stata osteggiata fortemente dalla locale popolazione di origine greca. Quando l'esercito greco venne costretto a ritirarsi al confine, venne proclamata la Repubblica Autonoma dell'Epiro del Nord e venne formato un governo provvisorio sotto la guida di Georgios Christakis-Zografos a supporto degli obbiettivi dello Stato.

## Antefatto
Durante le Guerre balcaniche, parte dell'attuale Albania meridionale denominata dai greci Epiro del Nord passò sotto il controllo delle forze greche come risultato della sconfitta ottomana sul fronte epirota. Ad ogni modo, il successivo Trattato di Londra ed il Protocollo di Firenze siglato nel dicembre del 1913, concesse la regione al da poco formato Principato di Albania. La decisione presa dalle Grandi Potenze fu impopolare tra la popolazione greca dell'area.

## L'Assemblea panepirotica
Prima che avesse inizio l'evacuazione dell'esercito greco, ad Argirocastro il 13 febbraio 1914 ebbe luogo l'Assemblea panepirotica. L'assemblea stabilì che la popolazione del nord dell'Epiro doveva disporre di un'autonomia locale o almeno di un'amministrazione internazionale, dal momento che tale regione non poteva essere incorporata direttamente nel Regno di Grecia per circostanze avverse, al punto che gli epiroti erano quasi convinti che la Grecia li avesse dimenticati. Questo fatto portò ad una serie di eventi. Georgios Christakis-Zografos, già Ministro degli Esteri di Grecia e nativo della regione, prese l'iniziativa e discusse la situazione coi rappresentanti locali ad Argirocastro.
Il 22 febbraio Zografos inviò una nota scritta ai rappresentanti delle Grandi Potenze per meglio presentare loro la situazione:

Sotto queste condizioni ed in assenza di una soluzione che possa essere sufficiente a salvaguardare l'Epiro, una soluzione così semplice in realtà da trovare, la popolazione epirota è stata forzata a dichiarare alle potenze di non potersi sottomettere alla loro decisione. Questa dichiarerà la sua indipendenza e giustificherà la sua lotta ad esistere, le sue tradizioni ed i suoi diritti.

Il giorno successivo la dichiarazione di autonomia venne proclamata nelle principali città dell'area: Himara, Argirocastro, Sarandë e Delvinë.

## Dichiarazione

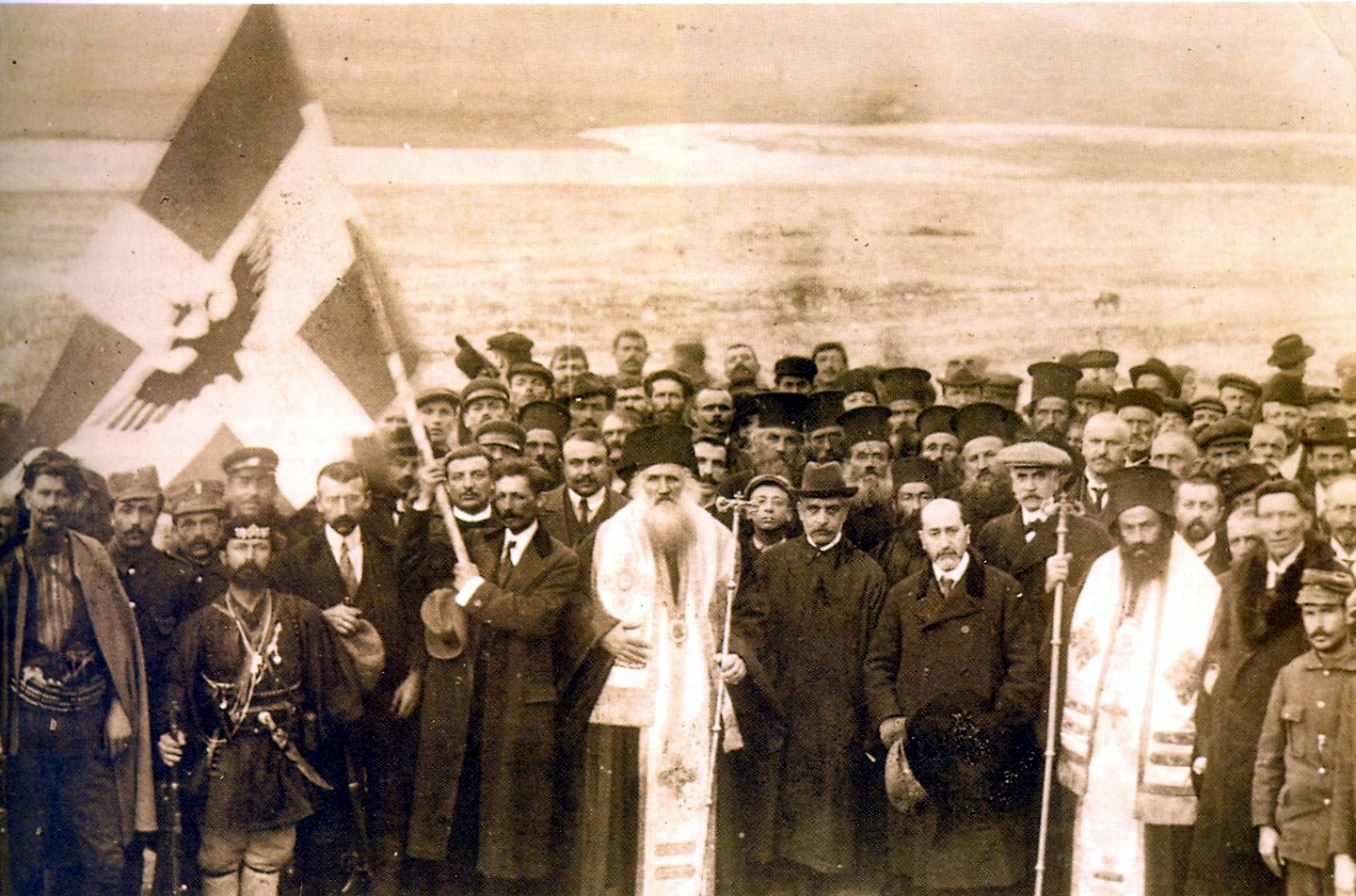
Fotografia della dichiarazione di Argirocastro, 1º maggio 1914.

Come conseguenza, il 28 febbraio 1914, la Repubblica Autonoma dell'Epiro del Nord venne dichiarata ad Argirocastro e si dotò di un governo provvisorio formato per supportare gli obbiettivi statali. Christakis-Zografos divenne presidente di questo nuovo governo e la dichiarazione venne siglata anche dai vescovi greco-ortodossi locali Vasileios di Dryinoupolis, Spiridione di Velas e Konitsa e Germano di Coriza. 
Zographos notificò alla Commissione Internazionale di Controllo, l'organizzazione preposta dale Grandi Potenze per assicurare pace e stabilità alla regione, la sua nomina a Presidente del governo provvisorio ed annunciò che gli epiroti avrebbero interpretato come atto ostile ogni tentativo di attraversamento dell'area da parte della polizia albanese e che di conseguenza avrebbero risposto con la forza. Oltre ad Argirocastro, il Nord Epiro autonomo comprendeva anche città come Himara, Delvinë, Sarandë e Përmet.
Nello stesso giorno della dichiarazione d'indipendenza, Zografos inviò un telegramma a Korcë chiedendo alla popolazione di seguire l'esempio degli altri epiroti. Ad ogni modo, il 1º marzo, sotto i termini del Protocollo di Firenze la città si arrese alla gendarmeria albanese. Il primo ministro greco, Eleutherios Venizelos, immediatamente ordinò il ritiro delle truppe dalla regione e lasciò la regione di Kolonjë alle unità albanesi prima ancora che la popolazione potesse unirsi alle rivolte. Come risultato il vescovo Spiridione, che si era posto l'obbiettivo di rivestire il capo della sommossa nella regione, venne arrestato ed espulso per mano delle autorità greche. Venizelos inoltre ordinò il blocco del porto di Sarandë. Anche se la posizione ufficiale del governo greco era quella della neutralità, è ovvio che esso simpatizzasse per la causa del governo nord epirota. Di fatto l'unico modo per Eleftherios Venizelos di fermare questa rivolta fu quello di dichiarare la legge marziale nella regione ma questa azione avrebbe causato una maggiore instabilità politica o addirittura le dimissioni del governo.
Nel suo discorso del 2 marzo successivo, Zographos spiegò che le aspirazioni dei nord epiroti erano state completamente ignorate e che le Grandi Potenze non solo avevano rigettato una possibile esistenza di uno Stato autonomo entro i confini albanesi, ma si erano anche rifiutate di garantire il rispetto dei diritti fondamentali dell'uomo. Zografos concluse che i nord epiroti, dopo cinque secoli di occupazione ottomana, non avrebbero accettato il destino che le Grandi Potenze avevano previsto per loro.

## Conseguenze

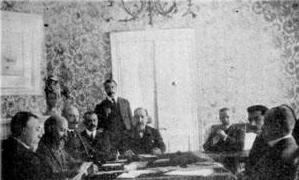
Fotografia dei negoziati che portarono al Protocollo di Corfù.

L'11 aprile 1914 le unità dell'esercito nord-epirota occuparono la città di Coriza, ma quattro giorni dopo la gendarmeria albanese guidata da ufficiali olandesi riprese il controllo della città. Come risultato venne espulso dal consiglio della città il vescovo greco ortodosso Germano, dal momento che si aveva prova certa del suo ruolo nell'istigazione popolare, oltre ad altri membri. Nel maggio successivo, le Grandi Potenze e la Commissione di Controllo Internazionale intervennero nella questione e venne siglato il Protocollo di Corfù. Secondo i termini di questo accordo, le regioni di Argirocastro e Coriza, che costituivano di fatto l'Epiro del Nord, sarebbero state garantite come autonome ma sottomesse alla sovranità del principe di Albania. Ad ogni modo il Protocollo non portò ai risultati sperati a causa anche dell'instabilità politica del governo albanese dell'epoca. Nel 1921 la regione venne infine definitivamente ceduta all'Albania, mentre il primo ministro albanese riconosceva i diritti delle minoranze greche dell'area, diritti che tornarono però presto ad essere ignorati. Come risultato molte scuole greche dopo breve tempo vennero chiuse e l'istruzione in greco venne permessa solo in determinate aree.